# Theta nigrum

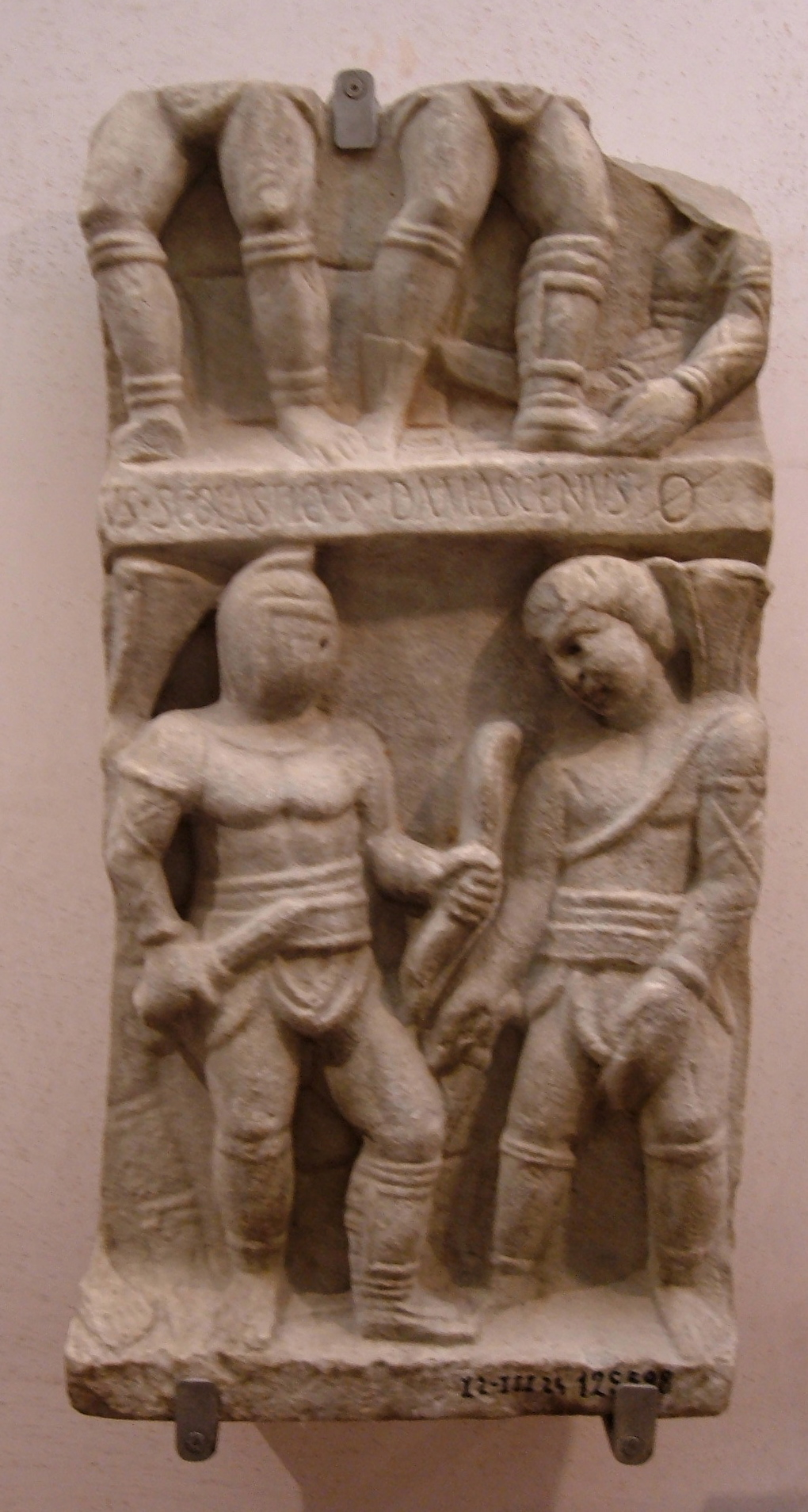
Reciario (derecha) contra secutor. En el relieve está grabado el símbolo 'Ø', que indica la muerte del gladiador

La theta nigrum/infelix (theta oscura/infeliz) (Ꝋ) es un símbolo utilizado en la epigrafía latina para indicar la muerte de la persona nombrada (en el caso de un epígrafe funerario) o representada (por ejemplo, en los relieves de gladiadores). Aunque se desconoce su origen exacto: podría ser la theta griega (θ), de la palabra θάνατος (muerte), o la letra O barrada (ø), proveniente de obit (fallecido).

## Historia
Conectado con el uso griego de indicar soldados muertos con una θ y los que sobrevivieron con una τ, el mismo sistema pasó luego al ejército romano donde, en el lenguaje militar (sermo militaris), se usó para indicar la muerte de un soldado con el término "thetatus".
El uso de esta letra para indicar los muertos no sólo está atestiguado en el arte romano sino también en la literatura, por ejemplo en Marcial, que la define como "theta mortiferum"; en los Anales de Ennio, que la llama "theta infelix" o en Persius, quien la denomina "theta nigrum".
Su uso también está atestiguado en la era moderna, por ejemplo, en la inscripción en el monumento funerario del poeta renacentista alemán Conrad Celtis en la Catedral de Viena.

## Galería

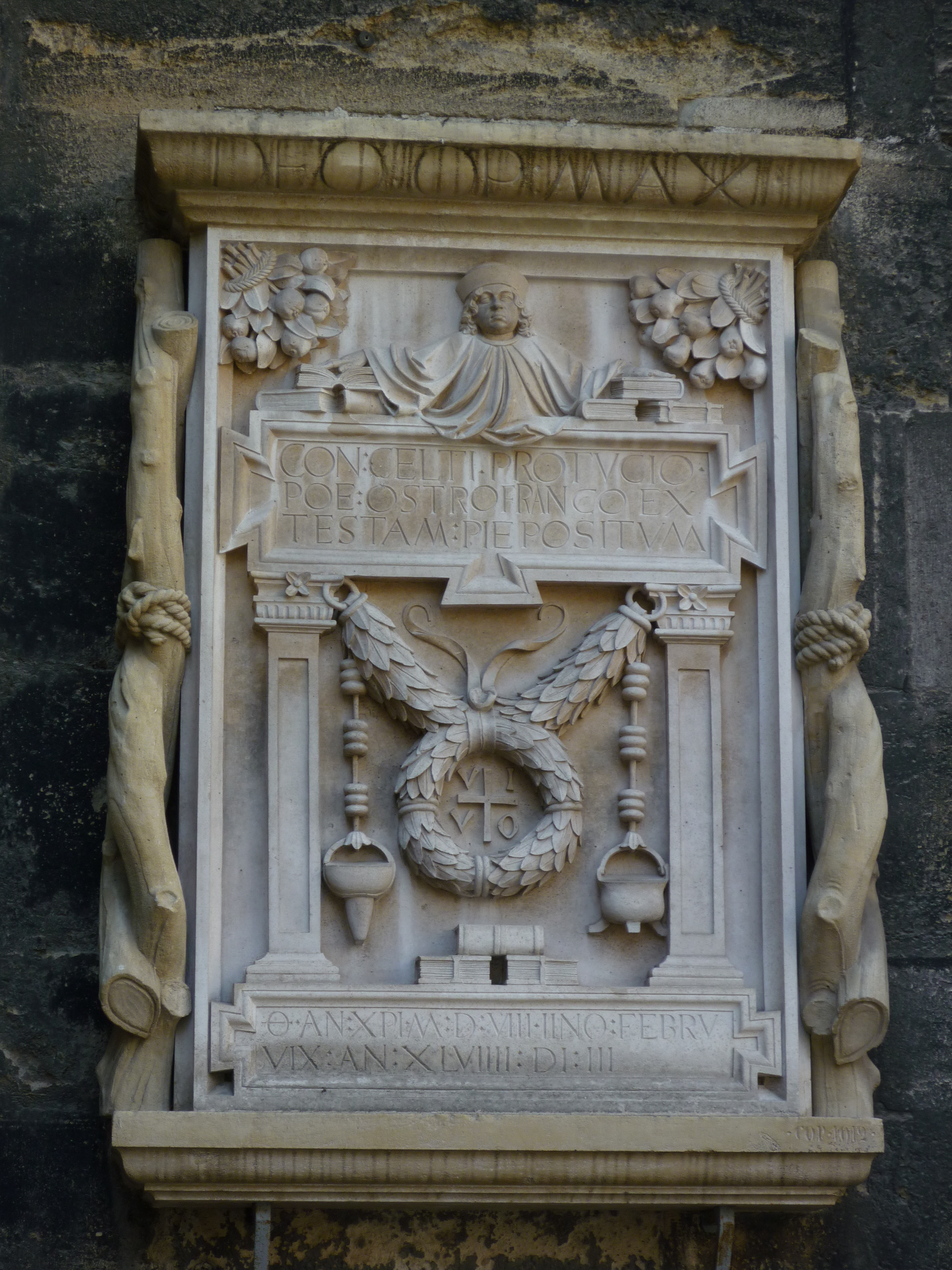
Monumento funerario de Conrad Celtis, Viena
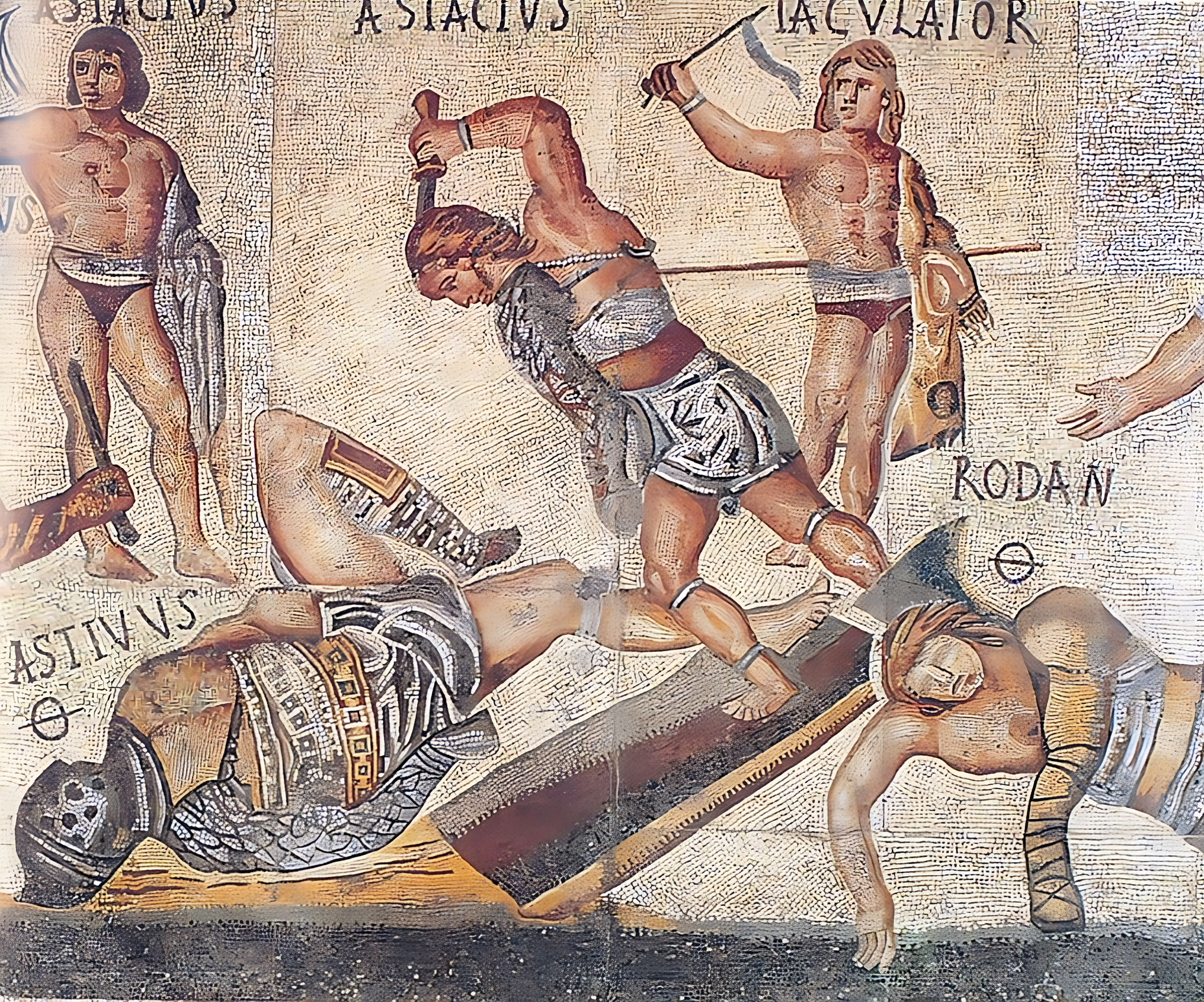
Gladiadores en un mosaico de la Villa Borghese, Roma, c. 320
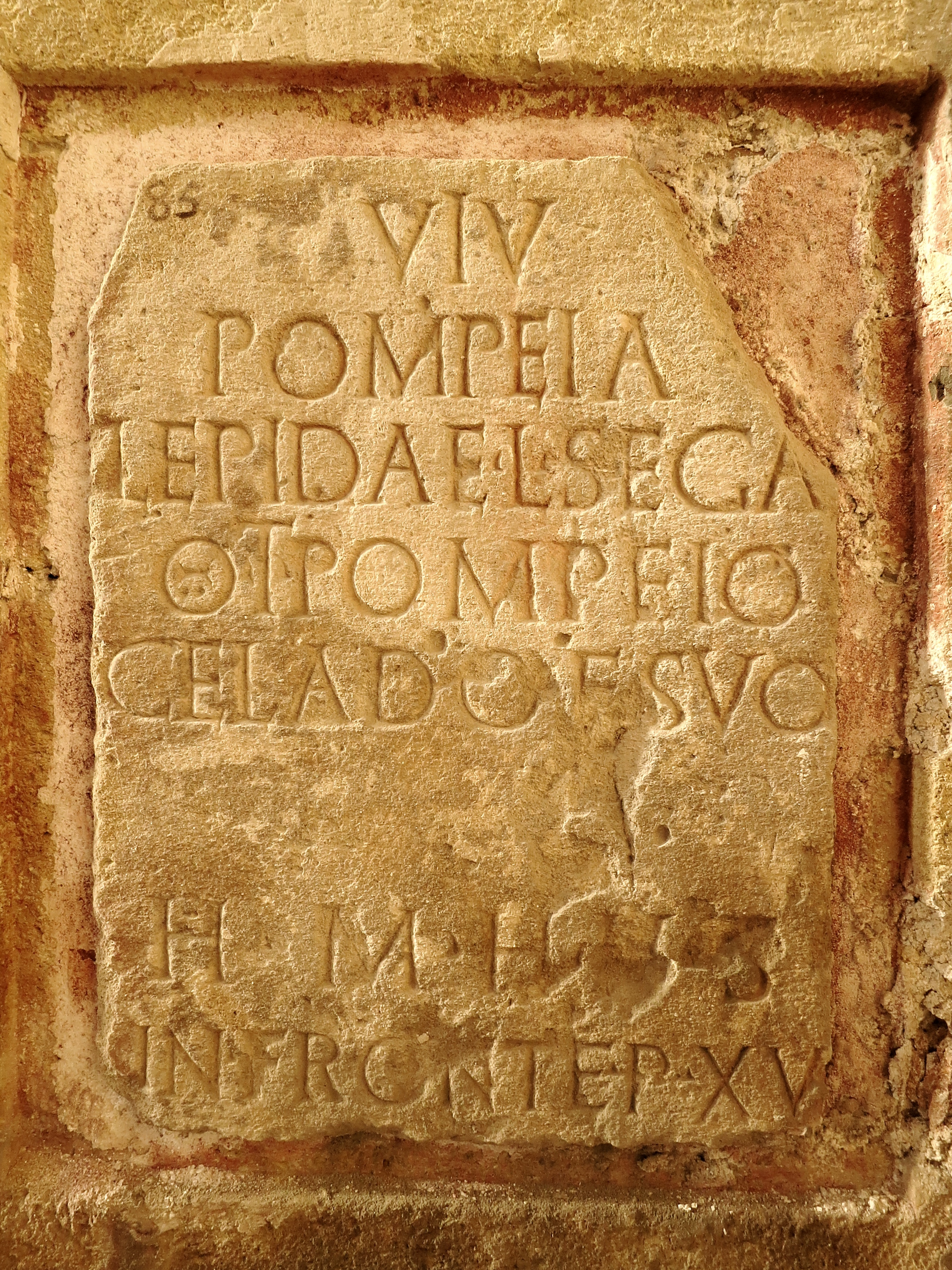
Lápida de un tal Pompeyo hijo de Celado, Narbona, Francia
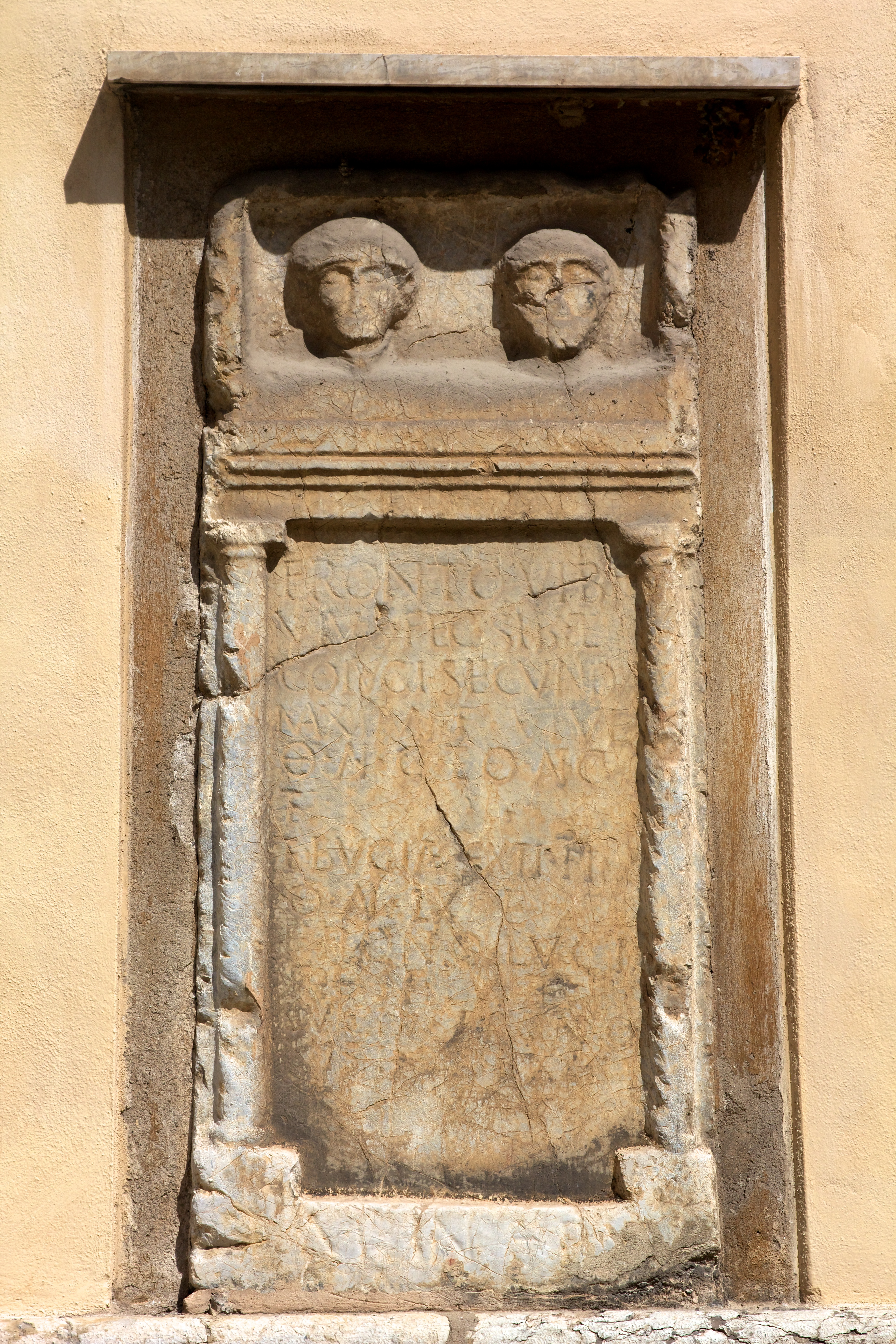
Cuatro thetas oscuras en una estela funeraria de la Catedral de Liubliana, Eslovenia